# Championnats d'Europe de boxe amateur 1996
Navigation
Édition précédente Édition suivante
La 31e édition des championnats d'Europe de boxe amateur s'est déroulée à Vejle, Danemark, du 30 mars au 7 avril 1996. 

## Résultats

### Podiums
| Catégories                    | Or               | Argent                   | Bronze                                  |
| Poids mi-mouches (-48 kg)     | Daniel Petrov    | Oleh Kyryukhin           | Sabin Bornei Rafael Lozano              |
| Poids mouches (-51 kg)        | Albert Pakeyev   | Julian Michailov Strogov | Damaen Kelly Sergey Kovganko            |
| Poids coqs (-54 kg)           | István Kovács    | Raimkul Malakhbekov      | Aleksandar Khristov John Larbi          |
| Poids plumes (-57 kg)         | Ramaz Paliani    | Serafim Todorov          | Scott Harrison David Burke              |
| Poids légers (-60 kg)         | Leonard Doroftei | Tontcho Tontchev         | Vahdettin İşsever Christian Giantomassi |
| Poids super-légers (-63,5 kg) | Oktay Urkal      | Nurhan Süleymanoğlu      | Radoslav Suslekov Sergey Bykovsky       |
| Poids welters (-67 kg)        | Hasan Al         | Marian Simion            | Sergiy Dzinziruk Oleg Saitov            |
| Poids super-welters (-71 kg)  | Francisc Vaștag  | Markus Beyer             | Pavel Polakovič György Mizsei           |
| Poids moyens (-75 kg)         | Sven Ottke       | Zsolt Erdei              | Jean-Paul Mendy Aleksandr Lebziak       |
| Poids mi-lourds (-81 kg)      | Pietro Aurino    | Jean-Louis Mandengué     | Dimitri Vyrbornov Yusuf Öztürk          |
| Poids lourds (-91 kg)         | Luan Krasniqi    | Christophe Mendy         | Wojciech Bartnik Kwamena Turkson        |
| Poids super-lourds (+91 kg)   | Aleksey Lezin    | Wladimir Klitschko       | René Monse Attila Levin                 |

### Tableau des médailles
| Place | Pays              | Médaille d'or, Europe | Médaille d'argent, Europe | Médaille de bronze, Europe | Total |
| ----- | ----------------- | --------------------- | ------------------------- | -------------------------- | ----- |
| 1     | Russie            | 3                     | 1                         | 3                          | 7     |
| 2     | Allemagne         | 3                     | 1                         | 1                          | 5     |
| 3     | Roumanie          | 2                     | 1                         | 1                          | 4     |
| 4     | Bulgarie          | 1                     | 3                         | 2                          | 6     |
| 5     | Hongrie           | 1                     | 1                         | 1                          | 3     |
| 6     | Italie            | 1                     | 0                         | 1                          | 2     |
| 7     | Danemark          | 1                     | 0                         | 0                          | 1     |
| 8     | Ukraine           | 0                     | 2                         | 2                          | 4     |
| 9     | France            | 0                     | 2                         | 1                          | 3     |
| 10    | Turquie           | 0                     | 1                         | 2                          | 3     |
| 11    | Suède             | 0                     | 0                         | 3                          | 3     |
| 12    | Irlande           | 0                     | 0                         | 1                          | 1     |
| 12    | Espagne           | 0                     | 0                         | 1                          | 1     |
| 12    | Angleterre        | 0                     | 0                         | 1                          | 1     |
| 12    | Écosse            | 0                     | 0                         | 1                          | 1     |
| 12    | Biélorussie       | 0                     | 0                         | 1                          | 1     |
| 12    | Tchéquie          | 0                     | 0                         | 1                          | 1     |
| 12    | Pologne           | 0                     | 0                         | 1                          | 1     |
| Total | 18 pays médaillés | 12                    | 12                        | 24                         | 48    |